# Ulota hattorii
Ulota hattorii là một loài rêu trong họ Orthotrichaceae. Loài này được Z. Iwats. mô tả khoa học đầu tiên năm 1969.